# Riftvallei (geologie)

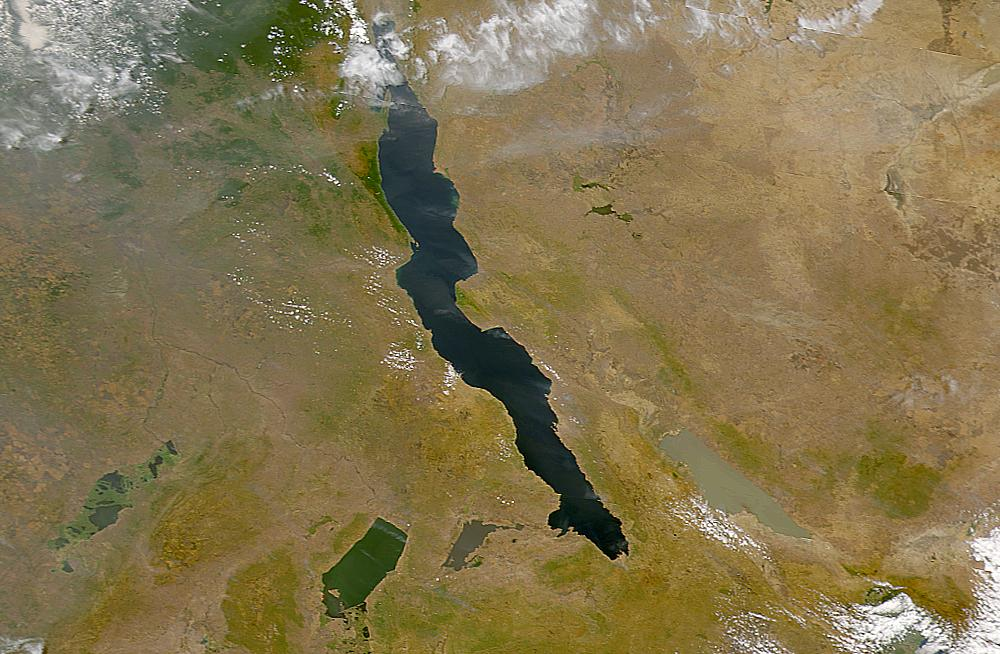
De Afrikaanse riftvallei met daarin het Tanganyikameer.

Een riftvallei, riftdal of breuktrog is een geologisch verschijnsel, waarbij een vallei ontstaat ten gevolge van een breuklijn of rift. Een riftvallei is doorgaans lineair (lijnvormig) en ligt tussen twee hooglandgebieden of bergketens in. Een riftvallei begint doorgaans als slenk en wordt door erosie verder uitgediept.
De grootste riftvallei bevindt zich bij de mid-oceanische rug en is het gevolg van oceanische spreiding. Veel continentale riftvalleien zijn het resultaat van een mislukte arm (aulacogen) van een triple junction. Op de plaats van de Grote Riftvallei in Oost Afrika wordt de Afrikaanse Plaat gespleten in twee delen.
De grootste zoetwatermeren ter wereld komen voor in riftvalleien, zoals het Baikalmeer in Siberië en het Tanganyikameer.
beekdal · doorbraakdal · droogdal · fjord · hangend dal · kloof · reculée · ría · riftvallei · rivierdal · trogdal · V-dal · wadi